# Vittorio Grassi (architetto)
Vittorio Grassi (Busto Arsizio, 23 gennaio 1968) è un architetto italiano.

## Biografia
Si laurea nel 1993 presso la Facoltà di Architettura del Politecnico di Milano. Inizia il suo percorso professionale a Parigi e nel 1995 si trasferisce a Londra dove lavora come architetto responsabile di progetto con Rick Mather, collaborando con lui su molti progetti italiani. Nel 1997 si trasferisce a Genova con Renzo Piano con il quale lavora per 9 anni come architetto associato.
Nel 2005 fonda Vittorio Grassi Architetto and Partners a Milano. Realizza progetti pubblici come la nuova Cittadella Militare della Cecchignola a Roma, la riqualificazione del Velodromo Maspes-Vigorelli a Milano e il nuovo Palazzetto dello Sport di Lamezia Terme.
Si distingue anche per la riqualificazione di edifici storici vincolati in ambiente urbano. Tra i più significativi: l'Antica Cà Litta a Milano, la Galleria Sabauda e l'agenzia centrale della Banca Nazionale del Lavoro a Torino.
È professore a contratto presso la Scuola Master del Politecnico di Milano. È stato visiting professor presso la AA School of Architecture of London, la University of Cape Town e varie università italiane.

## Progetti
- 2015 - Antica Cà Litta Archiviato il 24 giugno 2021 in Internet Archive., Milano, Italia
- 2015 - Cittadella Militare della Cecchignola, Roma, Italia
- 2014 - Banca Nazionale del Lavoro Flagship Branch, Torino, Italia
- 2014 - Bus Stations[5], Muğla, Turchia
- 2014 - Galleria Sabauda Archiviato il 1º febbraio 2020 in Internet Archive., Torino, Italia
- 2014 - Olonkholand Masterplan Archiviato il 6 giugno 2020 in Internet Archive.[6] Yakutsk, Russia
- 2014 - Palazzetto dello Sport Lamezia Terme Archiviato il 6 giugno 2020 in Internet Archive.[7] Italia
- 2014 - (EN) Zagorodny Kvartal Complex, su VGA & PARTNERS srl. URL consultato il 7 aprile 2022 (archiviato dall'url originale il 2 ottobre 2015). Mosca, Russia
- 2013 - (EN) Banca Nazionale del Lavoro Sports Center, su VGA & PARTNERS srl. URL consultato il 7 aprile 2022 (archiviato dall'url originale il 2 ottobre 2015). Roma, Italia
- 2013 - (EN) Maslennikov ZIM Masterplan, su VGA & PARTNERS srl. URL consultato il 7 aprile 2022 (archiviato dall'url originale il 2 ottobre 2015).[8] Samara, Russia
- 2013 -  MASPES VIGORELLI VELODROME Milan, Italy, su vgrassi.it. URL consultato il 4 ottobre 2020 (archiviato dall'url originale il 2 ottobre 2015)., Milano, Italia
- 2013 - Jardins du Flamant Masterplan, Korbous, Tunisia
- 2011 - (EN) Koà - Company Restaurant, su VGA & PARTNERS srl. URL consultato il 7 aprile 2022 (archiviato dall'url originale il 2 ottobre 2015).[9] Bresso, Italia
- 2009 -  Open Zone Scientific Research Pole Masterplan, su vgrassi.it. URL consultato il 4 ottobre 2020 (archiviato dall'url originale il 2 ottobre 2015)., Bresso, Italia

## Premi e riconoscimenti
- 1°class. Concorso internazionale Masterplan Olonkholand, Yakutsk, Russia
- 1°class. Concorso internazionale Velodromo Maspes-Vigorelli, Milano, Italia
- 1°class. Concorso internazionale Masterplan ZIM Area Development, Samara, Russia
- 1°class. Concorso internazionale Cittadella militare della Cecchignola, Roma, Italia
- 1°class. Concorso internazionale Palazzetto dello Sport, Lamezia-Terme, Italia
- 1°class. Concorso internazionale Masterplan Ex-Feltrificio Veneto, Venezia – Marghera, Italia
- 1°class. Concorso internazionale Galleria Sabauda, Torino

## Qualifiche
- 2014 - Royal Institute of British Architects
- 2013 - Ordre des architectes en Ile de France
- 1996 - Architects Registration Board - UK
- 1995 - Ordine degli Architetti